# Stig Sundqvist
Stig Sundqvist (Vittjärv, 19 luglio 1922 – Jönköping, 3 agosto 2011) è stato un allenatore di calcio e calciatore svedese, di ruolo centrocampista.

## Caratteristiche tecniche
Era un'ala.

## Carriera
Stig Sundqvist nasce il 19 luglio 1922 a Vittjärv, nel Boden, un comune svedese di 27.415 abitanti, situato nella contea di Norrbotten (è noto che Sundqvist è stato il primo calciatore a diventare un professionista della contea di Norrbotten). La sua carriera calcistica la sviluppa tutta interamente con la maglia dell'IFK Norrköping, squadra con cui ha vinto ben 5 campionati nazionali: nel 1943, 1945, 1946, 1947 e 1948, oltre a 2 Coppe di Svezia nel 1943 e nel 1945.
Si fece conoscere con la maglia della propria Nazionale ai Mondiali 1950, in cui la Svezia eliminò la selezione italiana. La Roma, 
in effetti, aveva già bloccato un altro svedese, Skoglund, ma questi non onorò il contratto accettando l’onorosa proposta dell’Inter.
E così, Stig Sundqvist viene acquistato dalla Roma, che all’epoca navigava in un periodo di vera e propria crisi. Insieme a Sune Andersson e Knut Nordahl i giallorossi si assicurarono infatti tre giocatori che fanno del carattere, della quantità e della continuità i loro punti forti. Ma l’esperienza di Sundqvist, di Nordahl e Sune Andersson è deficitaria, perché il metodista Adolfo Baloncieri – all’epoca allenatore dei giallorossi – non riesce a trasmettere alla squadra le proprie idee di calcio basate su un modulo di vecchio stampo.
Sundqvist impiega un girone intero per adattarsi al calcio italiano e nel girone di ritorno le sue prestazioni iniziano ad essere convincenti ed arrivano anche i primi gol con la maglia giallorossa. Ma non basta, la Roma cade ingloriosamente in Serie B. Nonostante questo Sundqvist vive la sua permanenza nella capitale con un certo senso di debito nei confronti dei tifosi e decide quindi di restare per guidare il club giallorosso ad un repentino ritorno nella massima serie. Il bottino dello svedese alla fine del campionato fallimentare fu comunque di 35 presenze e 9 reti.
Così è stato: l’anno seguente i giallorossi vinsero dominando il campionato cadetto. La squadra del presidente Pier Carlo Restagno e allenata da Gipo Viani torna quindi in Serie A. Sundqvist fu protagonista assoluto con 32 presenze e 9 gol. Nella stagione 1952-1953, dopo 11 presenze e 2 reti, subì un grave infortunio al legamento crociato: decise quindi di tornare in patria allenando diverse squadre locali sapendo di aver mantenuto la promessa nei confronti dei tifosi giallorossi: riportare la squadra dove merita.

## Palmarès

### Giocatore

#### Competizioni nazionali
- Campionato svedese: 5

IFK Norrköping: 1943, 1945, 1946, 1947, 1948
- Coppa di Svezia: 2

IFK Norrköping: 1943, 1945
- Campionato italiano di Serie B: 1

Roma: 1951-1952